# Dusyno
Dusyno (ukr. Дусино) – wieś na Ukrainie, w obwodzie zakarpackim, w rejonie mukaczewskim, w hromadzie Swalawa, nad Dusynką. W 2001 roku liczyła 1672 mieszkańców.
Do 1995 roku miejscowość nosiła nazwę Dusyna (ukr. Дусина).